# Stone (film)
Stone is een film van regisseur John Curran uit 2010. De hoofdrollen worden vertolkt door Robert De Niro, Edward Norton en Milla Jovovich.

## Verhaal
Stone is een veroordeelde brandstichter. Als hij vervroegd wil vrijkomen, moet hij toestemming krijgen van reclasseringsambtenaar Jack Maybury. Maar Maybury geeft zelden of nooit zijn toestemming want hij gelooft niet in criminelen die hun leven beteren. Daarom besluit Stone om zijn vriendin Lucetta naar Maybury te sturen. Wanneer Maybury vervolgens gevoelens voor Lucetta krijgt, worden de zaken een stuk ingewikkelder.

## Rolverdeling
- Robert De Niro - Jack Maybury
- Edward Norton - Stone
- Milla Jovovich - Lucetta
- Enver Gjokay - jonge Jack
- Frances Conroy - echtgenote van Jack

## Trivia
- De gevangenisscènes werden opgenomen in een staatsgevangenis in Southern Michigan. Eerst wilden de filmmakers naar North Carolina, maar Southern Michigan bleek goedkoper te zijn.
- Robert De Niro en Edward Norton waren in het verleden al samen te zien in de film The Score (2001).